# Ekleptostylis debroyeri
Ekleptostylis debroyeri is een zeekommasoort uit de familie van de Diastylidae. De wetenschappelijke naam van de soort is voor het eerst geldig gepubliceerd in 2001 door Blazewicz & Heard.